# Frank R. McCabe
Frank Reilly McCabe (Grand Rapids, 30 de junho de 1927 - Peoria, 18 de abril de 2021) foi um basquetebolista estadunidense que integrou a Seleção Estadunidense na conquista da Medalha de Ouro disputada nos XV Jogos Olímpicos de Verão em 1952 realizados em Helsínquia na Finlândia.
Morreu em 18 de abril de 2021 aos 93 anos.